# Nebojse
Nebojse falu Horvátországban Krapina-Zagorje megyében. Közigazgatásilag Desinićhez tartozik. Jelentése: ne félj!

## Fekvése
Krapinától 14 km-re nyugatra,  községközpontjától 3 km-re keletre a Horvát Zagorje északnyugati részén fekszik.

## Története
A településnek 1857-ben 80, 1910-ben 150 lakosa volt. Trianonig Varasd vármegye Pregradai járásához tartozott. A településnek 2001-ben 88 lakosa volt.

## Külső hivatkozások
Desinić község hivatalos oldala